# Skobielice
Skobielice – wieś w Polsce położona w województwie wielkopolskim, w powiecie kolskim, w gminie Koło.
Wieś arcybiskupstwa gnieźnieńskiego w powiecie łęczyckim województwa łęczyckiego w końcu XVI wieku. W latach 1975–1998 miejscowość administracyjnie należała do województwa konińskiego.

## Informacje ogólne
Wieś położona 5 km na południowy wschód od Koła przy drodze wojewódzkiej nr 473 do Łasku i Dąbia. Przez wieś przepływa rzeka Rgilewka.
Na początku XVI wieku kmiecie ze Skobielic dawali pleb. w Grzegorzewie tylko kolędę po groszu z łanu a zagrodnicy po pół grosza